# Tatarbudžak
Tatarbudžak je naselje u općini Žepče, Federacija BiH, BiH.

## Stanovništvo
Nacionalni sastav stanovništva 1991. godine, bio je sljedeći:
ukupno: 571
- Hrvati - 557
- Srbi - 3
- Jugoslaveni - 8
- ostali, neopredijeljeni i nepoznato - 3